# Dallas Long
Dallas Crutcher Long (Pine Bluff, 13 de junho de 1940 – Whitefish, 10 de novembro de 2024
10 de novembro de 2024) foi um atleta norte-americano, campeão olímpico e quatro vezes recordista mundial do arremesso de peso.
Aluno da Universidade do Sul da Califórnia, foi três vezes campeão da NCAA entre 1960 e 1962 e campeão nacional americano em 1962. Ele competiu em seus primeiros Jogos Olímpicos em Roma 1960, conquistando uma medalha de bronze. Quatro anos depois, nas seletivas americanas para os Jogos Olímpicos, quebrou pela quarta vez o recorde mundial do peso com a marca de 20.68 m. Participou de Tóquio 1964 onde ganhou a medalha de ouro e tornou-se campeão olímpico com a marca de 20.33 m, recorde olímpico, derrotando o bicampeão em Helsinque 1952 e Melbourne 1956 Parry O'Brien, também norte-americano e considerado por seus contemporâneos como o maior arremessador de peso de todos os tempos.
Depois de encerrar a carreira, trabalhou como médico e dentista no Arkansas e no sul da Califórnia.
Long morreu no dia 12 de novembro de 2023 aos 84 anos.